# Pánd
Pánd község Pest vármegyében, a Monori járásban.

## Fekvése
A település a Monori járás és a Nagykátai járás határán terül el, Monortól légvonalban kb. 14, közúton 18 kilométerre keletre, Nagykátától pedig légvonalban kb. 11, közúton 13 kilométerre délnyugatra.
A közvetlenül határos települések: észak felől Tápióság, kelet felől Tápióbicske, délkelet felől Tápiószentmárton, dél felől Albertirsa és Pilis, nyugat felől Káva; közvetlen közúti összeköttetése azonban csak Kávával és Tápióbicskével van, mindkettővel a Monortól Tápiószeléig húzódó 3112-es út kapcsolja össze. Határszélét délkeleten érinti még a Nagykáta–Albertirsa közti 3115-ös út is. Vasútja nincs.
Majdnem teljes egészében egy völgyben fekszik, az Őrhegy, a Dobos-hegy és a Montágh-hegy határolja. Területén négy forrás található: Szilas, Diós, Szopókás, Sóskarét, melyek a Pándi-patakot táplálják. A patak a Tápióba torkollik.

## Története
A falu első okleveles megemlítése 1275-ből származik. Ekkor a Pándi család mellett még az Aba nembeli Omode fia, István, illetve a Bichkey nemből származó Timót és Benedek voltak a vidék birtokosai. A váci káptalan előtt kiállított oklevél a következő sorokban jegyzi meg a községet: „…és azon átmenve egy úthoz, melynek mindkét oldalán van határjel, s az úton határjelek között egy Harastfeugh nevű völgyhöz, s azon keresztül a Harasthfeu nevű föld mellett van három határjel, azután Pang falu felé halad és Omode fia, István földjét érinti, s ott végződik…” 1281-től Timót gyermekei a pándi területrész tulajdonosai, és Pangnak írják a falu nevét.
A település névadója egy besenyő származású férfi. Taksony fejedelem ótörök születésű felesége révén betelepülő sógorai közül a Pand nevű családfő kapta a mai Pánd területét és tőle eredeztethető a község neve. Pánd jelentése: Örs.
A X-XI. században épült fel Pánd első, 1776-ig álló temploma. A ceglédi prédikátorok által terjesztett reformált hitet követve vált a község lakosságának jelentős része református hitvallásúvá. A XV. század közepétől 1944-ig több nemes família, így egészben, bizonyos időszakokban csak részben a Szilassy család birtokolta a községet.
A település a XVIII. században élte fénykorát. A nagyszámú iparosság felvirágoztatta a falut, emellett a gazdaságban jelentősen nőtt a föld szerepe.
Az 1848–49-es forradalom és szabadságharc toborzása alkalmával Pánd lakosai közül többen is katonának álltak. A tápióbicskei csata után a községben sebesülteket ápoltak és temettek el.
Az 1848–49-es forradalom és szabadságharc leverése után Pándon rejtőzködött a Habsburg-terror elől Czetz János, Bem József vezérkari főnöke, honvédtábornok.
1865-ben a községbe költözött Hugonnai Vilma, az első magyar orvosnő, és összeházasodott Szilassy György földbirtokossal. Három gyermekük született.
1902-ben felépült a mai községház épülete. 1907-ben bontották le a Szilassy-kastélyt, helyén alakították ki 1912-re a Pándi Általános Iskola intézményét. Az első világháborúban 307 pándi lakos harcolt, 86-an meghaltak.
Az első világháborús hősi emlékművet pándi Kiss János szobrászművész alkotta. A szobrot 1938. október 31-én avatták fel. A műdarab talapzatán 2006 júliusában új táblát helyeztek el az 1944. november 8-i bombatámadás halálos áldozatainak emlékére. A 2012. március 15-én rendezett ünnepi megemlékezésen kopjafát avattak az 1848–49-es forradalom és szabadságharc pándi halottai tiszteletére.
1944. november 12-én, a délelőtti órákban érkeztek meg a községbe az első szovjet katonák Cegléd és Pilis felől. A front gyors ütemben áthaladt a falun, csupán néhány ágyúlövedék csapódott be, amelyek két szovjet katona halálát okozták. A település felszabadulása után repülőteret alakítottak ki Pánd északi részén, amely 1945 áprilisáig működött.
1947–48-ban a helyi kultúrházban népfőiskola működött. Az „aranykalászos tanfolyam” ideje alatt ide jártak praktizálni a környező települések legjobb pedagógusai és tanulói.
1999 júliusában bonyolították le az első szervezett falunapot.
2002. november 18-án a Dunamelléki Református Egyházkerülethez tartozó Dél-Pesti Egyházmegye Pándon tartotta közgyűlését. Az egyházi régióhoz 49 gyülekezet tartozik, mintegy 120 főt látott vendégül a Pándi Református Lelkészi Hivatal.
2002. november 21-én a V.R.A.M. Kft. 60 méter magas rádiótelefon-adótornyot állított fel a pándi Őrhegyen. 2010. május 12-én ifj. Schirilla György második alkalommal látogatott el a településre az Összefogás a Tápió-vidékért című jótékonysági futóprogram keretében.
2010. július 10-én rendezték meg az I. Pándi Meggyfesztivált a Pándi meggy tiszteletének és megbecsülésének céljából.

## A címer leírása
A címerpajzs csücsköstalpú, egyenesen álló csúcsos. Ferdén osztott, az osztás iránya a jobb felső saroktól a bal alsó ív közepéig. A pajzsmező kétszínű, a jobb oldali alsó mező színe kék, a bal oldali felső mező színe arany. A pajzs kék mezejében a pajzstalp elején és közepén hármas halom van zöld színnel és arany éllel. A halmok zöld mezőjében alul négy hullámvonal található jobbról balra kék színnel. A kék mezőben található egy sokágú arany színű csillag. A pajzs arany mezejében egy fekete sasmadár van ábrázolva a földön állva.
A címer elemeinek jelentése:
A pajzs forma azért, mert a község lakossága minden körülmények között katonákat állított ki, ha az ország sorsa úgy kívánta, kiváltsága és mentessége ebből a szempontból soha nem volt. A hármas halom – Magyarország címerének eleme is – a Gödöllői-dombságban található pándi határ dombos területét jelképezi, és a fent említetteknek megfelelően a magyarsághoz való tartozásra is utal.
A ferdén kékre és arany színűre osztott pajzsmezők – Pest vármegye címerének színei is – jelképezi a vármegyéhez tartozásukat. A négy kék hullámvonal azt a négy forrást – Szilas, Diós, Szopókás, Sóskarét – jelöli, melyek a Pándi-patakot táplálják. A letelepülő ember és jószágai számára nagyon fontosak és meghatározóak voltak ezek a források és patakok. A kék mezőben található sokágú aranycsillag utal a falu középkori múltjára, amikor is a környéken Cegléddel párhuzamosan elsőként jön létre református gyülekezet még az 1500-as évek közepén. A fekete sas a község névadójának besenyő eredetére utal. Taksony fejedelem besenyő származású felesége révén betelepülő sógorai közül a Pánd nevű családfő kapta a mai Pánd területét és róla kapta a község a nevét. Pánd címere egységében békét, nyugalmat sugároz.
A község 1645-ös pecsétje egy ekét és egy csoroszlyát (vagy fogazott sarlót) ábrázol a 20 mm-es felirata pedig SIGIL VM PANDLENSE 1645. Használatban 1645 és 1739 között volt. A következő pecsét 1739-ből való, az előbbiek mellett még egy marék búzakalász is van rajta, amelyet az eke megtör. Ez többször megújítva 1900-ig volt használatos. Ez a két jelkép két és fél évszázadon át jelölte a községet a helyi és az országos iratokon.

## Közélete

### Polgármesterei
- 1990–1994: Kiss Sándor (FKgP)[4]
- 1994–1998: Kiss Sándor (független)[5]
- 1998–2002: Molnár József (független)[6]
- 2002–2004: Kiss Sándor (független)[7]
- 2004–2006: Hugyák Zoltánné (független)[8]
- 2006–2010: Hugyák Zoltánné (független)[9]
- 2010–2014: Lázók József (független)[10]
- 2014–2019: Lázók József (független)[11]
- 2019–2024: Lázók József (független)[12]
- 2024– : Lázók József (független)[1]

A településen 2004. december 12-én időközi polgármester-választást (és képviselő-testületi választást) tartottak, az előző képviselő-testület önfeloszlatása miatt. A választás három jelöltje között az addigi polgármester is elindult, de a szavazatok szinte pontosan egyharmadát megszerezve csak a második helyet tudta elérni.

## Népesség
A település népességének változása:
| Lakosok száma | 2006 | 1948 | 1912 | 1929 | 1894 | 1953 | 1905 |
|               | 2013 | 2014 | 2018 | 2021 | 2022 | 2023 | 2024 |

A 2011-es népszámlálás során a lakosok 82,9%-a magyarnak, 6,4% cigánynak, 0,2% németnek, 0,3% románnak mondta magát (17,1% nem nyilatkozott; a kettős identitások miatt a végösszeg nagyobb lehet 100%-nál). A vallási megoszlás a következő volt: római katolikus 18,5%, református 28,2%, evangélikus 0,8%, felekezeten kívüli 22,8% (28,5% nem nyilatkozott).
2022-ben a lakosság 91,6%-a vallotta magát magyarnak, 5,1% cigánynak, 0,3% románnak, 0,2% ukránnak, 0,1-0,1% németnek, örménynek, bolgárnak, ruszinnak és szlováknak, 2,2% egyéb, nem hazai nemzetiségűnek (8,2% nem nyilatkozott; a kettős identitások miatt a végösszeg nagyobb lehet 100%-nál). Vallásuk szerint 22,8% volt református, 13,1% római katolikus, 0,8% evangélikus, 0,2% görög katolikus, 0,1% izraelita, 0,1% ortodox, 1,3% egyéb keresztény, 0,6% egyéb katolikus, 28,2% felekezeten kívüli (32,5% nem válaszolt).

## Oktatás és kultúra

### Oktatás

#### Pándi Általános Iskola
1891-ben 266 tanköteles diák élt Pándon, a két tanító és a két tanterem már kevésnek, illetve szűkösnek bizonyult. A lebontott Szilassy-kastély helyére építették fel az új iskolát. 1912 óta az új épületben folyik a tanítás. Az államosított iskola első igazgatója Péczely Ferenc volt. A nyolctantermes épület udvarában tágas, gyermekbarát, sportolásra alkalmas aszfaltpálya és gyepesített, fákkal beültetett terület található.
2009. március 15-én a helyi önkormányzat és a Magyarörmény Kulturális Egyesület Cetz János-emléktáblát avatott az iskola főbejáratánál. A honvédtábornok 1849-ben, a szabadságharc bukása után a Szilassy-kúriában rejtőzködött a Habsburg-terror elől.
2012. június 9-én az iskola fennállásának századik évfordulóján emléktáblát avattak a főbejáratnál.

### Kultúra

#### Művelődési Ház
1977. március 31-én adták át a Pándi Művelődési Házat és a Könyvtárat. Nemzetközi néptánctalálkozót is rendeztek itt görög, olasz és magyar táncosok részvételével 1992. augusztus 22-én. Három esztendővel később a Művelődési Házban került sor a millecentenáriumi ünnepségre: zászló-, címer- és pecsétavatás szerepelt a programban. A rendezvényen megjelent a falut örökre szívébe záró Gáspár Sándor, az akkori Magyar Népköztársaság Elnöki Tanácsának tagja, Pándon született politikus. A kultúrház színházterme 180 ülőhelyes. Kisebb termei a település közösségi életének, klubtalálkozóinak adnak otthont. A könyvtár 16 200 kötetet és számos folyóiratot tartalmazó állománnyal áll az olvasók rendelkezésére.

#### Református templom

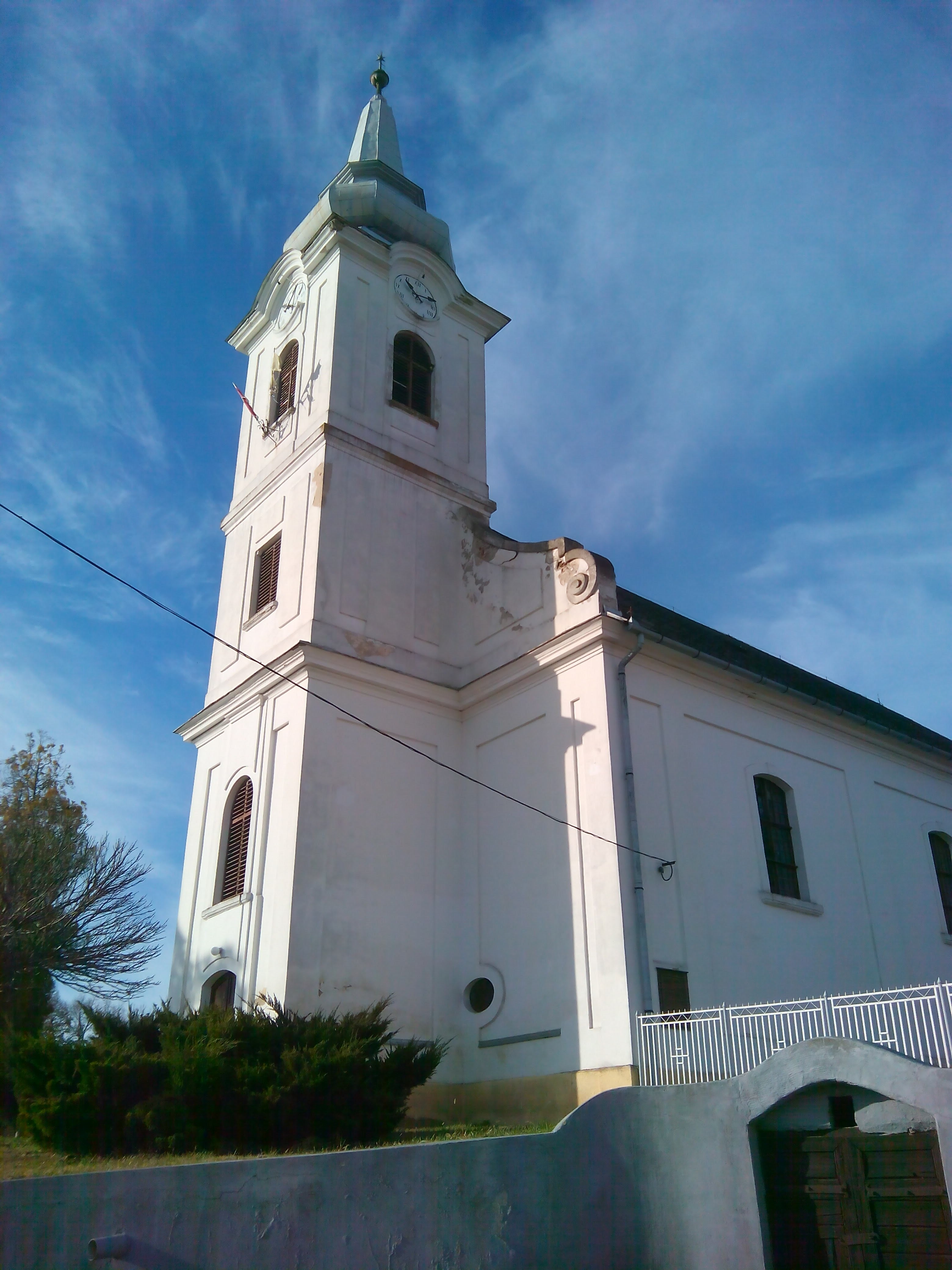
Református templom

A X-XI. században épült első templomot 1776-ban lebontották. Helyére 1779 és 1781 között Jung József építész és Haber József ácsmester tervei alapján építették meg a község központjába a ma műemléki védettség alatt álló, késő barokk stílusú templomot.
1975-től 1981-ig modernizálták, és új gyülekezeti termet alakítottak ki. 2002. szeptember 14-én a renoválási munkálatokat követően hálaadó istentiszteletet tartottak, amelyen vendégként megjelent Orbán Viktor miniszterelnök és Balog Zoltán miniszterelnöki főtanácsadó. A templom kertjében Emlékpark található, amelyet 2008. július 12-én avattak fel. Itt található(k) a Trianon-emlékmű, a templom megépítése érdekében első lépéseket megtevő Szilassy család egyes tagjainak sír- és Benedek Béla lelkipásztor nyughelye, helyi kopjafák.

## Nevezetességei
- Pándi Meggyfesztivál és Falunap, melyet minden évben Örs napjához legközelebbi szombaton tartottak egészen addig amíg a meggyfesztivál miatt a meggy éréséhez nem lett igazítva a rendezvény. Ez azt eredményezte hogy 2 héttel előbbre lett hozva az addig szokásoshoz képest.
- Pándi üvegmeggy: Kárpát-medencében őshonos meggyek között tartják számon. Kései, július végén éri el a szedési érettséget. Igen nagy, 6-8 g súlyú, 21–24 mm átmérőjű meggyeket termő fajta. Kiváló üveg meggy, repedésre nem hajlamos. a dunsztolásnál sem repedezik, mivel, elég vastag héjú. Sötétpiros, bő levű ízletes, piros húsú, jellegzetes, savanykás-édes, kellemes harmonikus ízű meggy a Pándi. Egyedül álló gyümölcs minőségének köszönhetően korlátlanul lehetne exportálni, de rendszertelen termésbiztonsága miatt igen költséges volna, ezért nagyüzemi ültetvényekbe nem javasolt. Fája erős vagy közép erős növekedésű, idősebb korában kissé lehajló koronát növesztő meggyfa, önmeddő, porzófajtái: Cigánymeggy, Csengődi, Germersdorfi, Solymári gömbölyű, Hedelfingeni.
- 2011. április 16-án megrendezték első, majd 2011. október 1-jén a második „Együtt a Tájházért” előadássorozatot. A Művelődési házban November eleje óta Taekwondo edzéseket tartanak.
- Az 1781-ben épült református templom
- I. és II. világháborús emlékmű
- Az 1912-ben épült Pándi Általános Iskola
- Művelődési ház
- A pándi református templom falán lévő márványtábla
- Kopjafás temetkezés
- 1848-as emlék kopjafa
- 1956-os emlék kopjafa
- A pándi Tájház
- Trianon-emlékmű
- Török-híd – a zsigerpusztai határban található, a Gombai-patak felett ível át.

## Helyi sajtó
- 1992 májusában jelent meg a Pándi Tükör című közéleti újság első száma. A negyedévente megjelenő lap 2010 szeptemberében új arculatot kapott.

## Itt született
- 1888. november 25-én Pósta Sándor kardvívó olimpiai bajnok
- 1905. október 14-én és itt végezte általános iskolai tanulmányait Pándi Kiss János szobrászművész
- 1917-ben Gáspár Sándor politikus, szakszervezeti vezető, akinek a jelenlegi Művelődési házat köszönheti a település
- 1945-ben Karsai János pantomimművész, koreográfus, színész, tanár.

## Külső hivatkozások
- Pánd község hivatalos honlapja
- Hugonnai Vilma élete